# Свобода (Весёловский район)
Свобода — хутор в Весёловском районе Ростовской области.
Входит в состав Позднеевского сельского поселения.

## География

### Улицы
- ул. Заречная,
- ул. Производственная,
- ул. Садовая,
- ул. Трудовая,
- ул. Цветочная,
- ул. Центральная,
- ул. Школьная.

## История
Рядом с хутором находятся курганы и курганные группы, являющиеся объектами культурного наследия регионального значения.
В хуторе находятся Братское захоронение советских воинов, погибших в боях за хутор и мемориал павшим односельчанам в Великой Отечественной войне.
До 1917 года х. Свобода именовался х. Платов,относился к Багаевской станице Черкасского округа.В хуторе была церковь Покрова.Церковь построена в 1885 году, освящена в 1886 году. Был населён казаками и иногородними крестьянами, основные занятия — рыболовство в реке Маныч, коневодство.

## Население
| 1989 | 2002 | 2010 |
| ---- | ---- | ---- |
| 718  | ↘709 | ↘522 |